# Trouble No More (2010)
Trouble No More ist ein luxemburgisch-schweizerischer Filmkomödie von Andy Bausch aus dem Jahr 2010. Es handelt sich um den letzten Teil der Trilogie um Johnny Chicago und die Fortsetzung der Filme Troublemaker und Back in Trouble.

## Handlung
Jacques Guddebuers (alias Johnny Chicago) überfällt bewaffnet eine Bank, die kurz vor seiner Ankunft bereits ausgeraubt wurde. Die Beute reicht nicht einmal für eine Kaution. Jacques flieht. Auf seiner Flucht gerät er ausgerechnet in eine Polizei-Parade und steht vor einer menschlichen Pyramide aus Polizisten, die ihre akrobatische Darbietung sofort unterbrechen und ihre Waffen ziehen. Die ersten Schüsse fallen und Jacques wird von mehreren Kugeln getroffen. Chuck Moreno, der aus dem Gefängnis ausgebrochen ist, versucht Jacques’ Bruder Ray Guddebuer davon zu überzeugen, Jacques letzten Wunsch zu erfüllen: eine Reise nach Amerika. Dazu will Chuck Jacques Asche nach Chicago bringen. Jacques Frau Jenny und seine Tochter Tess sind von dieser Idee nicht begeistert. Johnnys Bruder Ray versucht, ein anständiges Leben zu führen. Er arbeitet bei der Müllabfuhr und lebt zurückgezogen. Er weigert sich, Chuck zu helfen, Geld für die Reise in die USA aufzutreiben. Als sich jedoch herausstellt, dass Johnnys Tochter Polizistin geworden ist und Polizeikommissar Angelo unbedingt Chuck Moreno und Ray Guddebuer vor seiner Pensionierung dingfest machen will, ändert Ray seine Meinung. Chuck und Ray planen, für Jacques ein Juweliergeschäft auszurauben.

## Produktion
Der Film wurde im Sommer 2009 hauptsächlich in den Stadtvierteln Gare, Bouneweg und Hollerech, aber auch in Chicago gedreht. Für die Dreharbeiten in Amerika arbeitete das Filmteam mit einem einheimischen Filmstudenten zusammen, der gerade seinen Abschluss an der Filmschule in Chicago gemacht hatte und alles vor der Ankunft der luxemburgischen Crew vorbereitete. Die Aufnahmen in Chicago wurden ohne Genehmigung gedreht.
Für den Film gab es drei Drehbücher: das ursprüngliche Drehbuch, in dem Thierry van Werveke die Hauptrolle spielen und am Ende des Films erschossen werden sollte, ein „Plan B“-Drehbuch, in dem van Werveke im Gefängnis saß und als Erzähler fungieren sollte, weil er körperlich nicht mehr dazu in der Lage war, und nach dem Tod van Wervekes ein neues Drehbuch, in dem sein Charakter Johnny Chicago gleich zu Beginn des Films stirbt.
Finanziert wurde der Film durch Eigenmittel der Produzenten und des Regisseurs, Film Fund Luxembourg, das Bundesamt für Kultur (Sektion Film), das Schweizer Fernsehen und Succès Passage Antennes.

## Veröffentlichung
Der Film feierte seine Premiere am 23. März 2010 im Utopolis und wurde 2011 sowohl bei den Solothurner Filmtagen als auch beim Filmfestival Max Ophüls Preis in Saarbrücken gezeigt. Der Film wurde von 6.978 Zuschauern im Kino gesehen.